# Evropská federace pro dopravu a životní prostředí
Evropská federace pro dopravu a životní prostředí (T&E, anglicky: The European Federation for Transport and Environment známá také jako Transport & Environment) je evropská organizace pro nevládní organizace pracující v oblasti dopravy a životního prostředí, která propaguje udržitelnou dopravu v Evropě, čímž je míněna doprava odpovědná k životnímu prostředí, ekonomická a sociálně spravedlivá.

## Členské organizace
V srpnu 2014 sdružovala T&E 44 členských organizací ve 26 zemích.